# NGC 4309A
NGC 4309A este o galaxie situată în constelația Fecioara. A fost descoperită în  de către . Se află la o distanță de 22,8 de megaparseci de Pământ.